# Grand Chelem (Formula–1)
A Grand Chelem (vagy Grand Slam) francia eredetű kifejezés, amelyet a Formula–1-ben akkor használnak, ha egy pilóta az egész hétvégét dominálja. A Grand Chelem elnyerésének követelményei:
1. A pilóta végezzen a pole-pozícióban a szombati időmérő edzés során.
2. A pilóta fussa meg a leggyorsabb kört a vasárnapi futamon.
3. A pilóta nyerje meg a futamot.
4. A pilóta úgy nyerje meg a futamot, hogy rajt-cél győzelmet arat, azaz minden körben vezesse a futamot/minden körben elsőként érjen át a célvonalon. (Ha az élen haladó pilótát a célvonalon való átérése után megelőzik, de a kör vége előtt vissza tudja venni a vezető pozíciót, akkor a kört hivatalosan ő vezette. Ebből kifolyólag nem követelmény a verseny összes méterén az élen haladni, viszont minden kört az élen kell befejezni.)

A három szabadedzés megnyerése nem követelménye a Grand Chelemnek. Egy Grand Chelem eléréséért nem jár sem plusz világbajnoki pont, sem pénzdíj.
A Grand Chelem nem tévesztendő össze az ún. "mesterhármassal", amikor a pilóta ugyan pole-pozícióból indul, megfutja a verseny leggyorsabb körét, illetve a futamot is megnyeri, de nem vezeti a versenyt az összes körben. Ez a helyzet nem minősül Grand Chelemnek. Az eltérő kiállási stratégiák, az autók különböző beállításai és erőviszonyai, valamint az esetenként változékony időjárás miatt Grand Chelemet nyerni nagyságrendekkel nehezebb, mint mesterhármast elérni.

## Pilóták, akik Grand Chelemet értek el
A Formula–1 1950 óta íródó története során 2024 márciusáig mindössze 26 olyan pilóta volt, aki karrierje során legalább egyszer Grand Chelemet tudott elérni. A legtöbb Grand Chelemmel a kétszeres világbajnok brit Jim Clark rendelkezik, szám szerint nyolccal. A nemzetek összehasonlítását tekintve is a britek állnak a legjobban, szám szerint 7 különböző versenyzőjük szerezte meg a Grand Chelemet legalább egy alkalommal. A legutóbbi Grand Chelem Max Verstappen nevéhez fűződik, aki a 2024-es bahreini nagydíjon érte el azt (és ezzel már 5 Grand Chelemmel rendelkezik).
| Helyezés | Pilóta             | Összes | Versenyek |
| -------- | ------------------ | ------ | --- |
| 1        | Jim Clark          | 8      | 1962-es brit nagydíj, 1963-as holland nagydíj, 1963-as francia nagydíj, 1963-as mexikói nagydíj, 1964-es brit nagydíj, 1965-ös dél-afrikai nagydíj, 1965-ös francia nagydíj, 1965-ös német nagydíj |
| 2        | Lewis Hamilton     | 6      | 2014-es maláj nagydíj, 2015-ös olasz nagydíj, 2017-es kínai nagydíj, 2017-es kanadai nagydíj, 2017-es brit nagydíj, 2019-es abu-dzabi nagydíj                                                      |
| 3        | Alberto Ascari     | 5      | 1952-es francia nagydíj, 1952-es német nagydíj, 1952-es holland nagydíj, 1953-as argentin nagydíj, 1953-as brit nagydíj                                                                            |
| 3        | Michael Schumacher | 5      | 1994-es monacói nagydíj, 1994-es kanadai nagydíj, 2002-es spanyol nagydíj, 2004-es ausztrál nagydíj, 2004-es magyar nagydíj                                                                        |
| 3        | Max Verstappen     | 5      | 2021-es osztrák nagydíj, 2022-es emilia-romagnai nagydíj, 2023-as spanyol nagydíj, 2023-as katari nagydíj, 2024-es bahreini nagydíj                                                                |
| 6        | Jackie Stewart     | 4      | 1969-es francia nagydíj, 1971-es monacói nagydíj, 1971-es francia nagydíj, 1972-es amerikai nagydíj                                                                                                |
| 6        | Ayrton Senna       | 4      | 1985-ös portugál nagydíj, 1989-es spanyol nagydíj, 1990-es monacói nagydíj, 1990-es olasz nagydíj                                                                                                  |
| 6        | Nigel Mansell      | 4      | 1991-es brit nagydíj, 1992-es dél-afrikai nagydíj, 1992-es spanyol nagydíj, 1992-es brit nagydíj                                                                                                   |
| 6        | Sebastian Vettel   | 4      | 2011-es indiai nagydíj, 2012-es japán nagydíj, 2013-as szingapúri nagydíj, 2013-as koreai nagydíj                                                                                                  |
| 10       | Nelson Piquet      | 3      | 1980-as nyugat-amerikai nagydíj, 1981-es argentin nagydíj, 1984-es kanadai nagydíj |
| 11       | Juan Manuel Fangio | 2      | 1950-es monacói nagydíj, 1956-os német nagydíj |
| 11       | Jack Brabham       | 2      | 1960-as belga nagydíj, 1966-os brit nagydíj |
| 11       | Mika Häkkinen      | 2      | 1998-as brazil nagydíj, 1998-as monacói nagydíj |
| 11       | Nico Rosberg       | 2      | 2016-os orosz nagydíj, 2016-os európai nagydíj |
| 15       | Mike Hawthorn      | 1      | 1958-as francia nagydíj |
| 15       | Stirling Moss      | 1      | 1959-es portugál nagydíj |
| 15       | Jo Siffert         | 1      | 1971-es osztrák nagydíj |
| 15       | Jacky Ickx         | 1      | 1972-es német nagydíj |
| 15       | Clay Regazzoni     | 1      | 1976-os nyugat-amerikai nagydíj |
| 15       | Niki Lauda         | 1      | 1976-os belga nagydíj |
| 15       | Jacques Laffite    | 1      | 1979-es brazil nagydíj |
| 15       | Gilles Villeneuve  | 1      | 1979-es nyugat-amerikai nagydíj |
| 15       | Gerhard Berger     | 1      | 1987-es ausztrál nagydíj |
| 15       | Damon Hill         | 1      | 1995-ös magyar nagydíj |
| 15       | Fernando Alonso    | 1      | 2010-es szingapúri nagydíj |
| 15       | Charles Leclerc    | 1      | 2022-es ausztrál nagydíj |